# Ред-Гілл (Південна Кароліна)
Ред-Гілл (англ. Red Hill) — переписна місцевість (CDP) в США, в окрузі Горрі штату Південна Кароліна. Населення — 15 906 осіб (2020).

## Географія
Ред-Гілл розташований за координатами 33°46′35″ пн. ш. 79°0′28″ зх. д. / 33.77639° пн. ш. 79.00778° зх. д. (33.776521, -79.007729).  За даними Бюро перепису населення США в 2010 році переписна місцевість мала площу 29,39 км², з яких 29,24 км² — суходіл та 0,15 км² — водойми.

## Демографія
Згідно з переписом 2010 року, у переписній місцевості мешкали 13 223 особи в 5443 домогосподарствах у складі 3572 родин. Густота населення становила 450 осіб/км².  Було 6582 помешкання (224/км²).
Расовий склад населення:
| - 81,5 % — білих - 9,9 % — чорних або афроамериканців - 1,2 % — азіатів - 0,5 % — корінних американців - 0,1 % — вихідців з тихоокеанських островів - 4,6 % — осіб інших рас |

До двох чи більше рас належало 2,2 %. Частка іспаномовних становила 8,5 % від усіх жителів.
За віковим діапазоном населення розподілялося таким чином: 19,3 % — особи молодші 18 років, 62,1 % — особи у віці 18—64 років, 18,6 % — особи у віці 65 років та старші. Медіана віку мешканця становила 40,0 року. На 100 осіб жіночої статі у переписній місцевості припадало 96,7 чоловіків;  на 100 жінок у віці від 18 років та старших — 96,0 чоловіків також старших 18 років.
Середній дохід на одне домашнє господарство  становив 53 517 доларів США (медіана — 41 956), а середній дохід на одну сім'ю — 59 034 долари (медіана — 53 912). Медіана доходів становила 32 266 доларів для чоловіків та 31 728 доларів для жінок. За межею бідності перебувало 24,1 % осіб, у тому числі 43,3 % дітей у віці до 18 років та 5,1 % осіб у віці 65 років та старших.
Цивільне працевлаштоване населення становило 6689 осіб. Основні галузі зайнятості: мистецтво, розваги та відпочинок — 19,6 %, роздрібна торгівля — 19,0 %, будівництво — 16,1 %, освіта, охорона здоров'я та соціальна допомога — 15,1 %.